# NGC 3901
NGC 3901 (również PGC 36386 lub UGC 6675) – galaktyka spiralna (Sc), znajdująca się w gwiazdozbiorze Żyrafy. Odkrył ją William Herschel 2 kwietnia 1801 roku.